# Мірза Гулам Ахмад
Мірза Гулам Ахмад (урду مرزا غلام احمد, хінді मिर्ज़ा ग़ुलाम अहमद, 13 лютого 1835 роки (14 шаваля 1250 року за хіджрою) — 26 травня 1908 року (24 рабійюль сани 1326 року за хиджрою)) — релігійний діяч, засновник руху Ахмадія.
Мірза Гулам Ахмад заявив, що Ісус (Іса), вижив після свого розп'яття і відправився в Кашмір (Індія), де і помер природною смертю. Він стверджував, що Бог призначив його Месією, в дусі та силі Ісуса.

## Біографія
Мірза Гулам Ахмад народився 13 лютого 1835 року (або 14 шавалля 1250 р по хіджрі) в Кадіані (Індія) — селищі, що в 17 кілометрах на схід від залізничної станції Батала, в 56 км від Амрітсар і в 112 км від Лахора. Його батька звали Мірза Гулам Муртаза, і він походив з могольской сім'ї (індійські тюрки, нащадки середньоазіатських тюрків Бабура), яка була однією з найбільш шанованих сімей в регіоні. Більш того, сім'я Мірзи Гулама Ахмада сходить до роду Барлас, 200 років правив в м Кеш (нині в окрузі Шахрізабза в Узбекистані).
Він народився в період правління Махараджи Раджіта Сінгха. Коран, арабську граматику і перську мову він вивчав під керівництвом вчителя Фазиля Іляха. У віці 10 років, його вчителем став чоловік на ім'я Фазл Ахмад. У віці з 17 до 18 років, його навчав вчитель ,на ім'я Гул Алі Шах. Крім цього, він вивчив кілька робіт з медицини під керівництвом свого батька, Мірзи Гулама Муртази, який мав глибокі пізнання в медицині.
Після 1868 року повернувся в Кадіан, і відповідно до побажання свого батька, йому було доручено займатися деякими справами, які були пов'язані з нерухомістю його сім'ї. Протягом всього цього часу, Мірза Гулам Ахмад здобув популярність як аскет. Більшу частину свого часу він проводив на самоті, молячись та вивчаючи Коран і інші релігійні книги.
Мірза Гулам Ахмад, слідуючи божественному велінню відправився в Хошиарпур. Тут він провів сорок днів на самоті, і практикував ритуал під назвою «Чіллі нашіні». Він подорожував у супроводі трьох супутників і жив в невеликому двоповерховому будинку одного зі своїх послідовників. У цей період він постійно знаходився один у своїй кімнаті. Його товариші, мовчки, приносили йому їжу і не говорили йому не слова, оскільки він весь час молився і був зайнятий богослужінням.
Саме в цей період він оголосив про те, що Бог послав йому радісну звістку про обітованого сина, який стане відомим у всьому світі.
У грудні 1888 року, він оголосив про те, що Всевишній повелів йому приймати обітницю вірності у своїх послідовників. У січні 1889 року опублікував брошуру, в якій виклав 10 умов обітниці вірності, які повинні були дотримуватися його послідовники протягом всього свого життя.

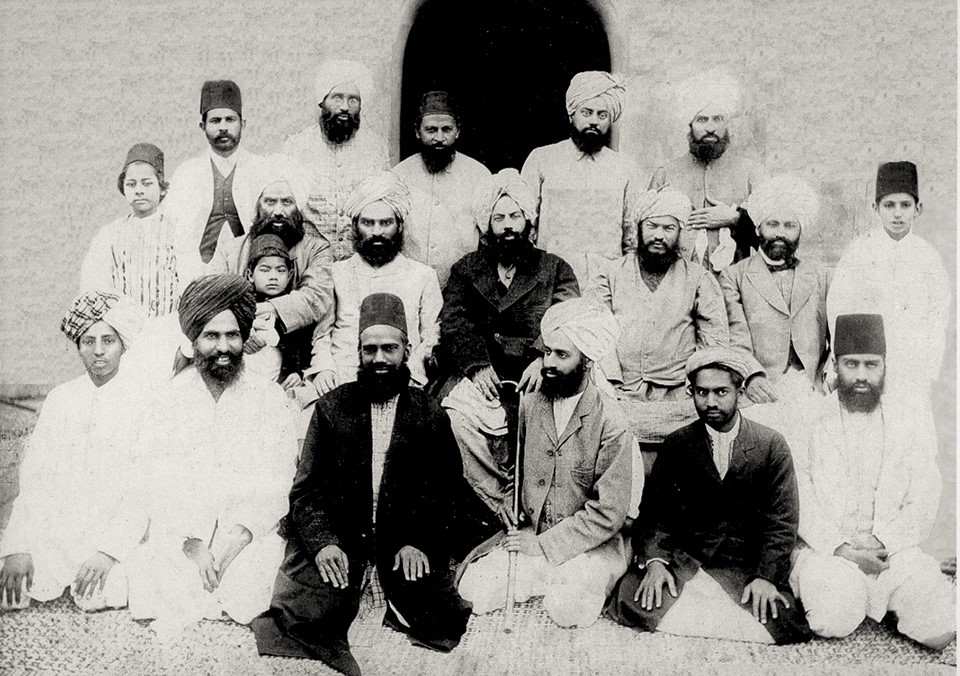
Мірза Гулам Ахмад (сидить в центрі) з деякими товаришами по Кадіану

23 березня 1889, він заснував Ахмадійскую мусульманську громаду. У цей день 40 його послідовників принесли йому свою обітницю вірності.
Мірза Гулам Ахмад заявив про те, що Ісус помер природною смертю. Це суперечило традиційному ісламському та християнському віровченням. Традиційні мусульмани вірять в фізичне вознесіння Ісуса, так само і християни вірять в його фізичне піднесення після смерті через розп'яття.
Він писав, що Обітований Месія та Імам Махді повинен був з'явитися через 14 століть після Святого Пророка Мухаммеда, подібно до того як Ісус з'явився через 14 століть після пророка Мойсея.
Також Мірза Гулам Ахмад проголосив себе Муджажідом (Божественним реформатором) 14-го ісламського століття. Він стверджував, що Ісус насправді пережив розп'яття і помер природною смертю, після того, як мігрував у місто Срінагар, столицю Кашміру в Індії.
Згідно з переконаннями хазрата Мірзи Гулама Ахмада, Обіцяний Махді повинен був мати духовну схожість з пророком Ісусом, а не бути полководцем в його особі, як вважають багато мусульман.
20 травня Мірза Гулам Ахмаду стало нове попередження Господа про наближення кінця його життя, після чого його опанувала надзвичайна фізична немічність. Лікарі поставили йому діагноз: виснаження і шлункова слабкість. О 10 годині тридцять хвилин ранку 26 травня 1908 року його двічі повторив слова «Мій дорогий Господь!» і помер, лежачи на своєму ліжку. Мірза Гулам Ахмад помер в Лахорі в будинку доктора Саїда Мухаммад Хусейна (який також був його лікуючим лікарем). Його тіло було доставлено в Кадіан, де він і був похований. За кілька років до своєї смерті Мірза Гулам Ахмад заявив, що отримав кілька пророцтв, що відносяться до його майбутньої смерті.

## Сім'я

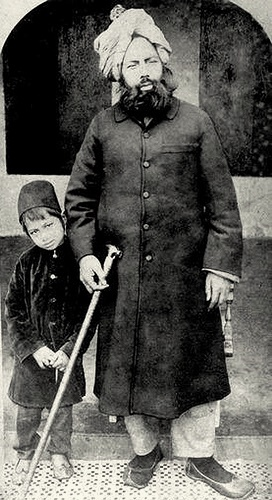
Мірза Гулам Ахмад з сином, Мірза Шаріф Ахмадом

Від першої дружини Хурмат Бібі він мав двох синів:
1. Мірза Султан Ахмад (1853—1931), він став віряном Ахмадія.
2. Мірза Фазаль Ахмад (1855—1904), помер у віці 49 років і не прийняв Ахмадію.

Від другої дружини Нусрат Джахан Бегам він мав 10 дітей.
П'ятеро його дітей померли ще в дитинстві: Ісмат (1886—1891), Башир (1887—1888), Шаукат (1891—1892), Мубарак (1899—1907), Амтул Насір (1903—1903).
П'ятеро дітей прожили довше: Мірза Башіруддін, Махмуд Ахмад (1889—1965), Мірза Башир Ахмад (1893—1963), Мірза Шаріф Ахмад (1895—1961), Наваб Мубарака Бегам (1897—1977), Наваб Сахиба Амтул Хафііз Бегам (1904—1987).